# Boek van de Han
Het Boek van de Han of Hanshu is een van de boeken uit de Vierentwintig Geschiedenissen, de verzameling officiële geschiedenissen van Chinese keizerlijke dynastieën. Toen in 92 na Chr. de belangrijkste samensteller, Ban Gu (32-92) in de gevangenis overleed, was het grootste deel van het werk voltooid. De afronding heeft vermoedelijk plaatsgevonden rond het jaar 111. Dit gebeurde door zijn zus, Ban Zhao (48?-116?).
Hanshu beschrijft de geschiedenis van de Westelijke Han-dynastie en de regeerperiode van Wang Mang, dat wil zeggen de periode 206 v.Chr. - 24 na Chr. In Hanshu werd de structuur van de Shiji voor het eerst toegepast op de geschiedenis van één dynastie. In de Chinese historiografie vormt zij zo, nog meer dan Shiji, hét voorbeeld voor alle latere dynastieke geschiedenissen.

## Ontstaan

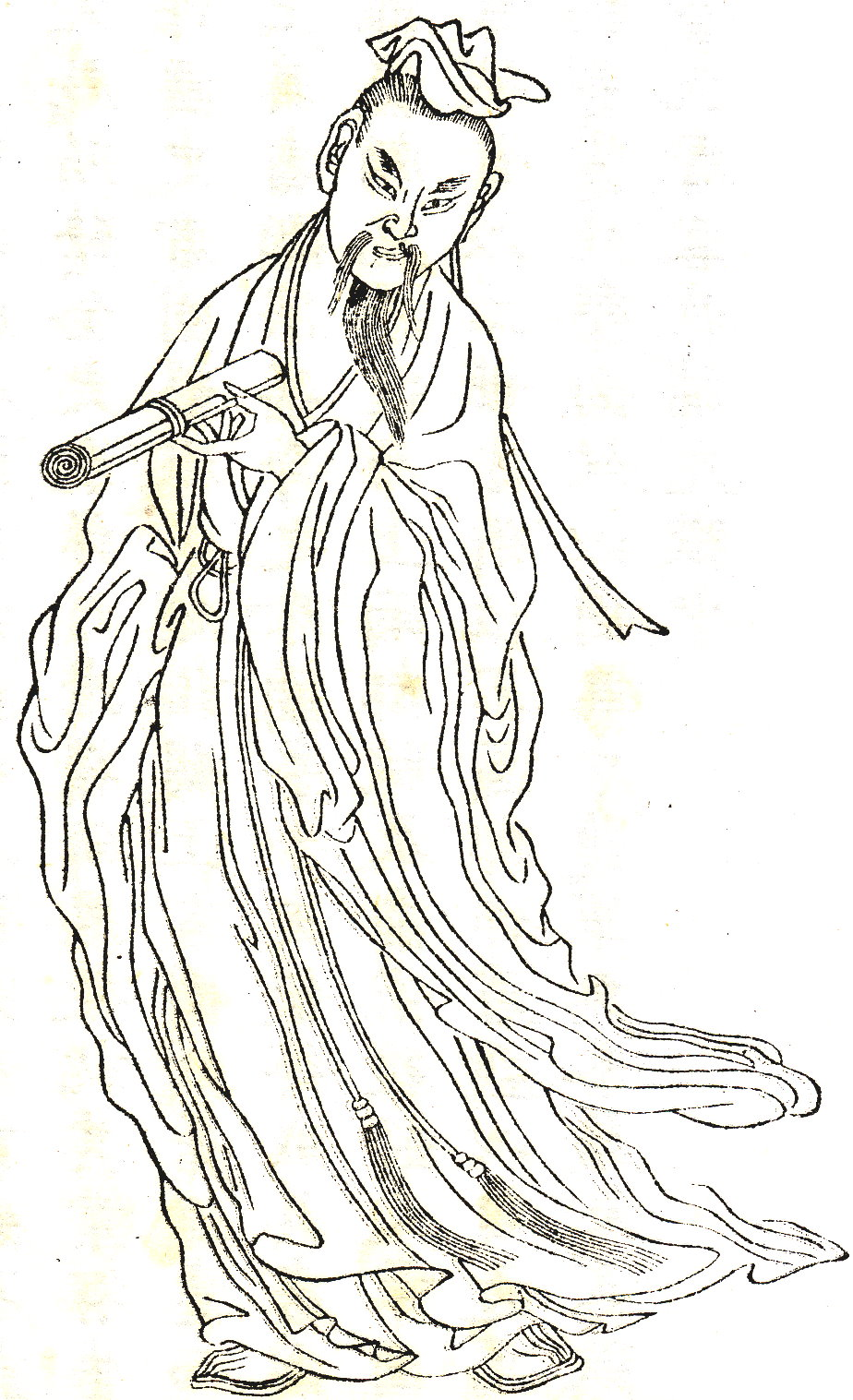
Ban Gu (32-92).

Het werk is grotendeels geschreven door Ban Gu. Hij werd geïnspireerd door zijn vader, Ban Biao (3-54). Die was ontevreden over de manier waarop de geschiedenis van de Han-dynastie in Shiji was beschreven. Rond het jaar 36 heeft hij een werk van mogelijk 65 pian samengesteld, onder de titel Houzhuan (後傳, 'late tradities'). Dit is verloren geraakt, het is zelfs onzeker of het een zelfstandig werk was. Het enige bewijs wordt gevormd door enkele verwijzingen in de huidige Hanshu.
Ban Gu begon aan Hanshu kort na de dood van zijn vader. Hij werkte er de rest van zijn leven aan, met uitzondering van de periode 62-74, toen hij opdracht kreeg om een geschiedenis samen te stellen over de stichting van de Oostelijke Han-dynastie. Dit werd het eerste gedeelte van Dongguan Hanji. In 92 overleed Ban Gu in de gevangenis. Zijn werk was toen gereed, met uitzondering van de acht tabellen en een verhandeling over astronomie. Deze onderdelen werden voltooid door zijn zus Ban Zhao, mogelijk met hulp van de wiskundige Ma Xu (馬續, 70?-141?).
De commentaren die tussen de tweede en zesde eeuw op Hanshu zijn geschreven, zijn door Yan Shigu (顏師古, 581-645) verzameld in zijn eigen commentaar. Dat werk is sindsdien aan alle uitgaven van Hanshu toegevoegd.
'
Hanshu wordt ook wel het Boek van de Vroege Han (Qianhanshu, 前漢書) genoemd, om het te kunnen onderscheiden van het Boek van de Late Han, dat in de 5e eeuw werd samengesteld.

## Inhoud
Hanshu bevatte oorspronkelijk 100 juan. Sommige hoofdstukken zijn later gesplitst, zodat het werk feitelijk uit 120 juan bestaat. Hanshu volgt de indeling van Shiji:
| dynastieke geschiedenis | benji (annalen) | shijia (erfelijke geslachten) | biao (tabellen) | shu (verhandelingen) | liezhuan (biografieën) | Totaal aantal juan |
| ----------------------- | --------------- | ----------------------------- | --------------- | -------------------- | ---------------------- | ------------------ |
| Hanshu                  | 12 (13)         | -                             | 8 (10)          | 10 (18)              | 70 (79)                | 100 (120)          |

Ban Gu volgde de indeling van Shiji, met uitzondering van de categorie erfelijke geslachten. Het proza van Hanshu bleef dicht bij het gebruikte bronnenmateriaal en is daardoor droger van stijl dan dat van Shiji.
Vergeleken met Shiji zijn er in Hanshu verhandelingen over vijf nieuwe onderwerpen toegevoegd:
- juan 19: overheidsfuncties (baiguan, 百官), de organisatie van het bestuur in de vorm van een tabel.
- juan 23: wetgeving en bestraffing (xingfa, 刑法).
- juan 27: vijf elementen (wuxing, 五行志).
- juan 28: politieke geografie (dili, 地理).
- juan 30: de catalogus van de keizerlijke bibliotheek (yiwen, 艺文), gebaseerd op de Zeven samenvattingen door Liu Xin.

### Annalen
Ji (紀, annalen), 12 (13) juan. Keizerlijke biografieën in strikt annalistische vorm die een chronologisch overzicht bieden van de belangrijkste gebeurtenissen, bezien vanuit het keizerlijke hof. Liu Ying (Ruzi), de laatste (nominale) heerser van de Westelijke Han heeft geen eigen benji gekregen, omdat hij nooit als keizer werd geïnstalleerd. Zijn biografie staat onder juan 80. Het overzicht van de regering van Wang Mang, eerst als waarnemend keizer voor Liu Ying (6-9 na Chr.) en daarna keizer van zijn eigen Xin-dynastie (9-23) staat vermeld onder juan 99 van het onderdeel biografieën.
Juan 1-12:
| juan | (120)   | Titel               | Vertaling                | Opmerkingen                                   |
| ---- | ------- | ------------------- | ------------------------ | --------------------------------------------- |
| 1    | 1A. 1B. | Gaodi ji (高帝紀)   | annalen van keizer Gao   | keizer Gao (Liu Bang), 206-195 v.Chr.         |
| 2.   |         | Huidi ji (惠帝紀 )  | annalen van keizer Hui   | keizer Hui, 195-188 v.Chr.                    |
| 3.   |         | Gaohou ji (高后紀)  | annalen van keizerin Gao | keizerin-weduwe Lü (regentes, 188-180 v.Chr.) |
| 4.   |         | Wendi ji (文帝紀)   | annalen van keizer Wen   | keizer Wen, 180-157 v.Chr.                    |
| 5.   |         | Jingdi ji (景帝紀)  | annalen van keizer Jing  | keizer Jing, 157-141 v.Chr.                   |
| 6.   |         | Wudi ji (武帝紀)    | annalen van keizer Wu    | keizer Wu, 141-87 v.Chr.                      |
| 7.   |         | Zhaodi ji (昭帝紀)  | annalen van keizer Zhao  | keizer Zhao, 87-74 v.Chr.                     |
| 8.   |         | Xuandi ji (宣帝紀)  | annalen van keizer Xuan  | keizer Xuan, 74-49 v.Chr.                     |
| 9.   |         | Yuandi ji (元帝紀)  | annalen van keizer Yuan  | keizer Yuan, 49-33 v.Chr.                     |
| 10.  |         | Chengdi ji (成帝紀) | annalen van keizer Cheng | keizer Cheng, 33-7 v.Chr.                     |
| 11.  |         | Aidi ji (哀帝紀)    | annalen van keizer Ai    | keizer Ai, 7-1 v.Chr.                         |
| 12.  |         | Pingdi ji (平帝紀)  | annalen van keizer Ping  | keizer Ping, 1 v.Chr. - 6 na Chr.             |

### Tabellen
Biao (表, tabellen), 8 (10) juan. Tabellarische overzichten van belangrijke personen. Veel is gebaseerd op de tabellen in Optekeningen van de hofhistoriograaf (Shiji)
Juan 13-20:
| juan | (120)     | Titel                                                           | Vertaling                                                               | Opmerkingen |
| ---- | --------- | --------------------------------------------------------------- | ----------------------------------------------------------------------- | --- |
| 13.  |           | yixing zhuhouwang biao (異姓諸侯王表)                           | tabel van prinsen met verschillende achternamen                         | (niet verwant aan het keizerlijk huis) |
| 14.  |           | zhuhouwang biao (諸侯王表)                                      | tabel met prinsen met dezelfde achternaam                               | (verwant aan het keizerlijk huis) |
| 15.  | 15A. 15B. | wangzihou biao (王子侯表)                                       | tabel met edellieden (verwant aan het keizerlijk huis)                  | |
| 16.  |           | gao hui gaohou wen gongchen biao (高惠高后文功臣表)             | tabel met hoge functionarissen onder Gao, Hui, Gaohou en Wen            | kroniek van verdienstelijke ambtenaren van keizer Gaozu tot en met keizer Wen (inclusief keizerin Lü), 206-157 v.Chr.                                                                                                |
| 17.  |           | jing wu zhao xuan yuan cheng gongchen biao (景武昭宣元成功臣表) | tabel met hoge functionarissen onder Jing Wu, Zhao, Xuan, Yuan en Cheng | kroniek van verdienstelijke ambtenaren van keizer Jing tot en met keizer Cheng, 157-7 v.Chr. |
| 18.  |           | waiqi enzehou biao (外戚恩澤侯表)                               | tabel met leden van families van de keizerlijke gemalinnen              | |
| 19.  | 19A. 19B. | shang baiguan gongqing biao (上百官公卿表)                      | tabel met de hoogste overheidsfuncties                                  | tabel van ambtenaren en ministers, overzicht van de organisatie van het bestuur |
| 20.  |           | gujinren biao (古今人表)                                        | belangrijke personen uit verleden en heden                              | overzicht van personen uit de periode van de Drie Verhevenen en de Vijf Oerkeizers tot en met de Qin-dynastie. Zij zijn op basis van het confucianisme verdeeld in vier categorieën en onderverdeeld in negen graden |

### Verhandelingen
Zhi (志, verhandelingen), 10 (18) juan. Elke verhandeling beschrijft één gebied van staatsbemoeienis. In Shiji werden de verhandelingen shu (書) genoemd. Omdat de term shu al gebruikt was in de titel van Hanshu, is voor verhandelingen de term zhi (志) gekozen. De inhoud van de verhandelingen is niet specifiek gericht op de geschiedenis van de Westelijke Han-dynastie, maar omvat de gehele periode vanaf de oudheid.
Juan 21-30:
| juan | (120)                    | Titel                | Vertaling                                                         | Opmerkingen |
| ---- | ------------------------ | -------------------- | ----------------------------------------------------------------- | --- |
| 21.  | 21A+B                    | lüli zhi (律曆志)    | verhandeling over toonhoogtebuizen (lü, pitchpipe) en de kalender | harmonie (en meting) en kalender |
| 22.  |                          | liyue zhi (禮樂志)   | verhandeling over riten en muziek                                 | |
| 23.  |                          | xingfa zhi (刑法志)  | verhandeling over strafwetgeving                                  | Een overzicht van het strafrecht vanaf de oudheid tot aan de Westelijke Han-dynastie. Ook werd gewezen op de strenge straffen die werden toegepast door keizer Wen en keizer Jing en de gevolgen van het gebruik van strafrecht door de categorie wrede ambtenaren onder keizer Wu |
| 24.  | 24A. 24B.                | shihuo zhi (食貨志)  | verhandeling over voedsel en goederen                             | economische ontwikkeling van de oudheid tot in de Han-dynastie |
| 25.  | 25A. 25B.                | jiaosi zhi (郊祀志)  | verhandeling over de "voorstedelijke offers"                      | |
| 26.  |                          | tianwen zhi (天文志) | verhandeling over astronomie                                      | astronomische gegevens over de beweging van sterren en de zons- en maansverduisteringen vanaf de oudheid tot de regeerperiode van keizer Ai |
| 27.  | 27A. 27B. 27C. 27D. 27E. | wuxing zhi (五行志)  | verhandeling over de vijf elementen                               | verzameling van rampen en vreemde verschijnselen gekoppeld aan de theorie van de vijf elementen |
| 28.  | 28A. 28B.                | dili zhi (地理志)    | verhandeling over geografie                                       | lokaal bestuur, gedetailleerde informatie over plaatselijke situaties en gewoonten, territoriale grenzen en de vestigingsgeschiedenis |
| 29.  |                          | gouxu zhi (溝洫志)   | verhandeling over rivieren en kanalen                             | waterwegen |
| 30.  |                          | yiwen zhi (藝文志)   | verhandeling over literatuur                                      | bewerking van de Zeven samenvattingen, de door Liu Xin (46 v.Chr.-23 na Chr.) samengestelde catalogus van de keizerlijke bibliotheek. |

### Exemplarische overleveringen
Zhuan (傳, exemplarische overleveringen, vaak aangeduid als biografieën), 70 juan. Biografieën van belangrijke personen. De biografie beperkte zich tot het beschrijven van gebeurtenissen die het exemplarische karakter van de betreffende persoon duidelijk moesten maken. In een hoofdstuk kunnen ook twee of meer personen worden behandeld, als zij tot hetzelfde type persoon behoren. De laatste hoofdstukken beschrijven de betrekkingen tussen China en de verschillende buurvolkeren. 
Wang Mang was vijftien jaar keizer, maar werd beschouwd als usurpator en kreeg daarom geen eigen juan in de keizerlijke annalen. Om zijn lage status aan te geven werd zijn biografie pas aan het einde van Hanshu (juan 99A-C) geplaatst. Verwanten en belangrijke functionarissen in dienst van Wang Mang kregen, in tegenstelling tot die van de Han-keizers, geen eigen biografie in Hanshu. Met uitzondering van Liu Xin werden zij vermeld onder die van Wang Mang zelf. Hierdoor werd ook hun status verlaagd. Zij waren immers verbonden met het als niet legitiem beschouwde bestuur van Wang Mang. Gevolg was wel dat de biografie van Wang Mang veruit het langste hoofdstuk van de gehele Hanshu werd.
Juan 31-100:
| juan | (120)          | Titel                                                                      | Vertaling                                                                     | Opmerkingen |
| ---- | -------------- | -------------------------------------------------------------------------- | ----------------------------------------------------------------------------- | --- |
| 31.  |                | Chen Sheng Xiang Ji zhuan (陳勝項籍傳)                                     | biografieën van Chen Sheng en Xiang Ji                                        | Bedoeld zijn: - Chen Sheng (陳勝, †208 v.Chr.), leider van een opstand tegen de Qin-dynastie. - Xiang Yu (項羽, 233-202 v.Chr.), eigenlijk Xiang Ji (項籍), leider van opstandelingen tegen de Qin-dynastie, vocht met Liu Bang om de alleenheerschappij, maar werd uiteindelijk door hem verslagen. |
| 32.  |                | Zhang Er Chen Yu zhuan (張耳陳餘傳)                                        | biografieën van Zhang Er en Chen Yu                                           | Bedoeld zijn: - Zhang Er (張耳, †202 v.Chr.), bondgenoot van Xiang Yu in zijn strijd tegen Liu Bang, maar werd in 205 v.Chr een bondgenoot van hem. - Chen Yu ( 陳餘, †204 v.Chr.), bondgenoot van Xiang Yu in zijn strijd tegen Liu Bang, maar werd later een tegenstander van Xiang Yu. |
| 33.  |                | Wei Bao Tian Dan Xinwang Han(魏豹田儋韓王信傳)                             | biografieën van Wei Bao, Tian Dan en Xinwang Han (koning Xin van Han)         | Bedoeld zijn: - Wei Bao (魏豹, †204 v.Chr.), bondgenoot van Xiang Yu in zijn strijd tegen Liu Bang, werd door Xiang Yu benoemd tot koning van westelijk Wei (西魏). - Tian Dan (田儋, †208 v.Chr.), benoemde zichzelf aan het einde van de Qin-dynastie tot koning van Qi (齊), het huidige Shandong. - Han Xin (韓信, †196 v.Chr.), werd door Liu Bang benoemd tot koning van Han (韓信, Hanwang), het gebied van de eerdere feodale staat Han, maar moest dat gebied eerst veroveren. Vluchtte in 202 naar de Xiongnu. Niet te verwarren met Han Xin uit juan 34. |
| 34.  |                | Han Peng Ying Lu Wu zhuan (韓彭英盧吳傳)                                   | biografieën van Han, Peng, Ying, Lu en Wu                                     | Bedoeld zijn: - Han Xin (韓信), generaal in dienst van Liu Bang, nadat hij eerst had gevochten voor Xiang Yu. Niet te verwarren met Han Xin, koning van Han uit juan 33. - Peng Yue (彭越, †196 v.Chr.), generaal in dienst van Liu Bang, keerde zich later van hem af. - Ying Bu (英布, †195 v.Chr.) werd door zijn neef Xiang Yu (en tegenstander van Liu Bang) benoemd tot koning van Jiujiang (九江), maar werd later een bondgenoot van Liu Bang. Hij wordt ook Qing Bu (黥布) genoemd, omdat hij als bestraffing een brandmerk (qing, 黥) in zijn gezicht had gekregen. - Lu Wan (盧綰, 247-193 v.Chr.), generaal in dienst van Liu Bang, keerde zich later van hem af. - Wu Rui (吳芮, †202 v.Chr.), bondgenoot van Liu Bang die hem in 202 v.Chr. benoemde tot koning van Changsha (長沙). |
| 35.  |                | Jing Yan Wu zhuan (荊燕吳傳)                                               | biografieën van Jing, Yan en Wu                                               | biografieën van de volgende prinsen: - Liu Jia (劉賈), neef van Liu Bang, werd door hem benoemd tot Prins van Jing (荊) - Liu Ze (劉澤, †179 v.Chr.) was een achterneef van Liu Bang, die hem benoemde tot Prins Jing van Yan (Yan Jingwang, 燕敬王). - Liu Pi 劉濞, †154 v.Chr., neef van Liu Bang, werd door hem in 195 v.Chr benoemd tot Prins van Wu (吳). Deed mee aan de Opstand van de Zeven Staten (七國之亂, Qiguo zhi luan), vluchtte na afloop en werd toen gedood. |
| 36.  |                | Chu Yuanwang zhuan (楚元王傳)                                              | biografie van Yuan, prins van Chu                                             | Bedoeld is: - Liu Jiao (劉戊, †178 v.Chr.) was een jongere broer van Liu Bang, die hem in 202 v.Chr. tot prins Yuan van Chu (Chu Yuanwang, 楚元王) maakte. Onder zijn biografie bevinden zich ook die van twee van zijn nakomelingen: - Liu Xiang, (79 of 77 - 8 of 6 v.Chr.), was een confucianistische geleerde tijdens de Han-dynastie. - Liu Xin, (46 v.Chr. - 23 na Chr.) was een astronoom en archivaris tijdens de laatste periode van de Westelijke Han-dynastie en de Xin-dynastie. Hij was een zoon van Liu Xiang en behoorde tot de engste vertrouwelingen van Wang Mang. |
| 37.  |                | Ji Bu Luan Bu Tian Shu zhuan (季布欒布田叔傳)                              | biografieën van Ji Bu, Luan Bu en Tian Shu                                    | Bedoeld zijn: - Ji Bu (季布), generaal in dienst van Xiang Yu, daarna hoge functionaris onder de Hankeizers Hui en Wen - Luan Bu (欒布, †145 v.Chr.), vocht als rebel tegen de Qin, werd driemaal gevangen genomen en kwam uiteindelijk in dienst van Liu Bang en keizer Wen. - Tian Shu (田叔) was een hoge functionaris onder de Han-keizer Jing. |
| 38.  |                | Gao wuwang zhuan (高五王傳)                                                | biografieën van de vijf zonen van Gao                                         | Bedoeld zijn vijf zonen van keizer Gao (Liu Bang): - Liu Fei (劉肥) prins Daohui van Qi (齊悼惠王), †190 v.Chr., oudste zoon - Liu Ruyi (劉如意) prins Yin van Zhao (趙隱王), 207-194 v.Chr., vermoord door zijn stiefmoeder, keizerin Lü - Liu You (劉友) prins You van Zhao (趙幽王), †181 v.Chr., zesde zoon - Liu Hui (劉恢) prins Gong van Zhao (趙共王), †181 v.Chr., pleegde zelfmoord - Liu Jian (劉建), prins Ling van Yan (燕靈王), †181 v.Chr., achtste zoon |
| 39.  |                | Xiao He Cao Shen zhuan (蕭何曹參傳)                                        | biografieën van Xiao He en Cao Shen                                           | Bedoeld zijn: - Xiao He (蕭何, †193 v.Chr.), was vanaf 196 v.Chr. hoofdadviseur (xiangguo, 相國) van keizer Han Gaozu. - Cao Shen (曹參, †191 v.Chr.), was vanaf 193 v.Chr. hoofdadviseur (xiangguo, 相國) van keizer Han Gaozu. |
| 40.  |                | Zhang Chen Wang Zhou zhuan (張陳王周傳)                                    | biografieën van Zhang, Chen, Wang en Zhou                                     | Bedoeld zijn: - Zhang Liang (張良, †186 v.Chr.), minister in dienst van Liu Bang - Chen Ping (陳平), adviseur en later minister van Liu Bang. Na de dood van keizerin Lü bestreed hij de machtspositie van haar familie en werd adviseur van keizer Wen. - Wang Ling (王陵, †181 v.Chr.), functionaris in dienst van Liu Bang - Zhou Bo (周勃, †169 v.Chr.), minister onder Liu Bang, bleef dit onder het regentschap van keizerin Lü. Na haar dood bestreed hij actief de machtspositie van haar familie. |
| 41.  |                | Fan Li Teng Guan Fu Jin Zhou zhuan (樊酈滕灌傅靳周傳)                      | biografieën van Fan, Li, Teng, Guan, Fu, Jin en Zhou                          | Bedoeld zijn: - Fan Kuai (樊噲, †189 v.Chr.), generaal onder Liu Bang - Li Shang (酈商, †180 v.Chr.), generaal en minister. Bestreed de pogingen van familieleden van keizerin Lü om na haar dood de macht te grijpen. - Teng Ying (滕嬰), ook wel Xiahou Ying (夏侯嬰, †172 v.Chr.), minister onder keizer Hui en keizerin Lü, bestreed haar familieleden toen zij na haar dood probeerden de macht te grijpen. Hij werd kamerheer (太僕, taipu onder keizer Wen. - Guan Ying (灌嬰, †176 v.Chr.), generaal in dienst van Liu Bang en bestreed familieleden van keizerin Lü, toen die na haar dood de macht probeerden te grijpen. Werd in 177 v.Chr. hoofdadviseur (丞相, chengxiang) van keizer Wen. - Fu Kuan (傅寬, †190 v.Chr.), generaal onder Liu Bang. - Jin She (靳歙, †183 v.Chr.), legerleider onder Liu Bang. - Zhou Xue (周緤, †175 v.Chr.), adviseur van Liu Bang. |
| 42.  |                | Zhang Zhou Zhao Ren Shentu zhuan (張周趙任申屠傳)                          | biografieën van Zhang, Zhou, Zhao, Ren en Shentu                              | Bedoeld zijn: - Zhang Cang (張蒼, †152 v.Chr.), werd in 176 v.Chr. Hoofdadviseur (丞相, chengxiang). - Zhou Chang (周昌, †192 v.Chr.), hoge functionaris onder Liu Bang - Zhao Yao (趙堯), hoge functionaris onder Liu Bang, maar verloor in 187 v.Chr. al zijn functies. - Ren Ao (任敖, †178 v.Chr.), functionaris onder Liu Bang en keizerin Lü. - Shentu Jia (申屠嘉, †155 BCE, ook geschreven als 申徒嘉), werd in 162 v.Chr. hoofdadviseur (丞相, chengxiang). |
| 43.  |                | Li Lu Zhu Liu Shusun zhuan (酈陸朱劉叔孫傳)                                | biografieën van Li, Lu, Zhu, Liu en Shusun                                    | Bedoeld zijn: - Li Yiji (酈食其, †203 v.Chr.), adviseur van Liu Bang. - Lu Jia (陸賈, †170 v.Chr.), minister en politiek adviseur van Liu Bang, stelde Liu Bang voor om een bestuur op confucianistische grondslag in te richten. - Zhu Jian (朱建, †177 v.Chr.), steunde de poging van familieleden van keizerin Lü om na haar dood de macht te grijpen. Toen die mislukte, pleegde hijzelfmoord. - Lou Jing (婁敬), adviseur van Liu Bang, ontving van hem de familienaam Liu (劉) en staat daarom ook bekend als Liu Jing (劉敬). - Shusun Tong (叔孫通, †189 v.Chr.), wordt beschouwd als de eerste confucianistische functionaris aan het hof van de Han-dynastie. |
| 44.  |                | Huainan Hengshan Jibei wang zhuan (淮南衡山濟北王傳)                       | biografieën van de prinsen van Huainan, Hengshan en Jibei                     | De prinsen (koningen) van Huainan, Hengshan en Jibei: - Liu Chang (劉長, †174 v.Chr.), prins Li van Huainan (淮南厲王, 196-174 v.Chr.), zoon van Liu Bang. - Liu An (劉安, c.179–122 v.Chr., prins van Huainan, 164-122 v.Chr., samensteller van Huainanzi, zoon van Liu Chang. - Liu Bo (劉勃, †152 v.Chr.), eerst prins van Hengshan (164-154 v.Chr.), dan prins Zhen van Jibei (濟北貞王, 154-152 v.Chr.), zoon van Liu Chang. - Liu Ci (劉賜, †122 v.Chr.), in 164 v.Chr. prins van Lujiang, vervolgens prins van Hengshan (153-122 v.Chr.), zoon van Liu Chang. |
| 45.  |                | Kuai Wu Jiang Xifu zhuan (蒯伍江息夫傳)                                    | biografieën van Kuai, Wu, Jiang en Xifu                                       | Bedoeld zijn: - Kuai Tong (蒯通), adviseur en politiek schrijver tijdens de overgang van de Qin naar de Han-Dynastie en onder Liu Bang. - Wu Bei (伍被, †122 v.Chr.), was een adviseur van Liu An (劉安), de prins van Huainan (淮南), die in 122 v.Chr. een opstand tegen keizer Wu plande. Toen dat uitkwam werd ook Wu Bei terechtgesteld. - Jiang Chong (江充, †91 v.Chr.), verklaarde de ziekte van keizer Wu in 91 v.Chr. uit hekserij. Dit leidde tot een grootschalige vervolging, die ook Jiang Chong het leven kostte. - Xifu Gong (息夫躬, †1 v.Chr.), was een "Erudiet"(博士, boshi), gespecialiseerd in de Lente- en herfstannalen en daarna adviseur van keizer Ai, maar viel in 2 v.Chr. in ongenade. |
| 46.  |                | Wanshi Wei Zhi Zhou Zhang zhuan (萬石衛直周張傳)                           | biografieën van de heer van Wan, Wei, Zhi, Zhou en Zhang                      | Bedoeld zijn: - Shi Fen (石奮, 220-124 v.Chr.), hoge functionaris onder de Han-keizers Wen en Jing. Samen met zijn vier zonen staan zij ook bekend als Wan Shi Jun (萬石君), de "Heren van de duizend schepels graan" - Wei Wan (衛綰, †131 v.Chr.), bestreed de Opstand van de Zeven Staten (七國之亂, Qiguo zhi luan) en werd in 143 v.Chr. hoofdadviseur (丞相, chengxiang). - Zhi Buyi (直不疑, †138 v.Chr.), hoge functionaris onder de keizers Wen en Jing met grote belangstelling voor het Taoïsme. - Zhou Ren (周仁, ook wel Zhou Wen, 周文), functionaris onder keizer Jing, stond bekend om zijn zuinigheid. - Zhang Ou (張歐, ook bekend als Zhang Shu, 張叔, vanwege zijn omgangsnaam Shu, 叔), hoge functionaris onder keizer Jing. |
| 47.  |                | Wen sanwang zhuan (文三王傳)                                               | biografieën van drie zonen van Wen                                            | Bedoeld zijn drie zonen van keizer Wen: - Liu Wu (劉武), prins Xiao van Liang 梁孝王), 184-144 v.Chr., tweede zoon - Liu Sen (劉參), prins Xiao van Dai 代孝王) , 162 v.Chr., derde zoon - Liu Yi (劉揖), prins Huai van Liang 梁懷王), 169 v.Chr., vierde zoon |
| 48.  |                | Jia Yi zhuan (賈誼傳)                                                      | biografie van Jia Yi                                                          | Bedoeld is: - Jia Yi (賈誼, 200-168 v.Chr.), belangrijk minister en literaat |
| 49.  |                | Yuan Ang Chao Cuo zhuan (爰盎晁錯傳)                                       | biografieën van Yuan Ang en Chao Cuo                                          | Bedoeld zijn twee functionarissen die voortdurend in onmin met elkaar leefden: - Yuan Ang (袁盎, ook wel 爰盎, †148 v.Chr.), was een hoge functionaris onder keizer Wen - Chao Cuo (晁錯, ook wel 鼂錯, †154 v.Chr.), was een minister die bekend is geworden door zijn bezoek aan de geleerde Fu Sheng (zie ook: juan 88). |
| 50.  |                | Zhang Feng Ji Zheng zhuan (張馮汲鄭傳)                                     | biografieën van Zhang, Feng, Ji en Zheng                                      | Bedoeld zijn: - Zhang Shizhi (張釋之), hoge functionaris onder de keizers Wen en Jing - Feng Tang (馮唐), hoge functionaris onder de keizers Wen en Jing - Ji An (汲黯, †112 v.Chr.), functionaris onder keizer Wu, stond bekend als oprecht en was een aanhanger van de Huang-Lao filosofische richting - Zheng Dangshi (鄭當時), functionaris in dienst van keizer Wen, stond bekend als eerlijk en niet-corrupt. Hij was een aanhanger van de Huang-Lao filosofische richting. |
| 51.  |                | Jia Zou Mei Lu zhuan (賈鄒枚路傳)                                          | biografieën van Jia, Zou, Mei en Lu                                           | Bedoeld zijn: - Jia Shan (賈山), was een politiek adviseur ten tijde van de Han-keizer Jing. - Zou Yang (鄒陽, c. 206-129 v.Chr.) was een politiek adviseur ten tijde van de Han-keizer Jing. - Mei Sheng (枚乘, †140 v.Chr.), functionaris en literaat, behoorde tot de eerste dichters die het genre fu (賦, rijmproza) beoefende. - Lu Wenshu (路溫舒), functionaris onder keizer Jing, was deskundig in astronomie. |
| 52.  |                | Dou Tian Guan Han zhuan (竇田灌韓傳)                                       | biografieën van Dou, Tian, Guan en Han                                        | Bedoeld zijn: - Dou Ying (竇嬰, †131 v.Chr.), behaalde een overwinning in de Opstand van de Zeven Staten (七國之亂, Qiguo zhi luan) - Tian Fen (田蚡, †131 v.Chr.), was feitelijk regent voor keizer Wu. Tian Feng zou Dou Ying met behulp van een toverspreuk (sic!) hebben geprobeerd te doden. - Guan Fu (灌夫, †131 v.Chr.), was een generaal, streed in Opstand van de Zeven Staten (七國之亂, Qiguo zhi luan) - Han Anguo (韓安國, †131 v.Chr.), een hoge functionaris onder keizer Wu. |
| 53.  |                | Jing shisanwang zhuan (景十三王傳)                                         | biografieën van dertien zonen van Jing                                        | Bedoeld zijn zonen van keizer Jing: - Liu Rong 劉榮 (Prins Min van Linjiang 臨江閔王), 168-148 v.Chr., oudste zoon - Liu De 劉德 (Prins Xian van Hexian 河間獻王), 160-129 v.Chr. - Liu E 劉閼 (Prins Ai van Linjiang 臨江哀王), 160-154 v.Chr., vierde zoon - Liu Yu 劉餘 (Prins Gong van Lu 魯恭王), 160-128 v.Chr., vijfde zoon - Liu Fei 劉非 (Prins Yi van Jiangdu 江都易王), 168-127 v.Chr. - Liu Duan 劉端 (Prins Yu van Jiaoxi 膠西于王), †108 v.Chr. - Liu Pengzu 劉彭祖 (Prins Jingsu van Zhao 趙敬肅王), †92 v.Chr., achtste zoon - Liu Sheng 劉勝 (Prins Jing van Zhongshan 中山靖王), †113 v.Chr., negende zoon - Liu Fa 劉發 (Prins Ding van Changsha 長沙定王), †129 v.Chr., zesde zoon - Liu Yue 劉越 (Prins Hui van Guangchuan 廣川惠王), †137 v.Chr. - Liu Ji 劉寄 (Prins Kang van Jiaodong 膠東康王), †121 v.Chr - Liu Cheng 劉乘 (Prins Ai van Qinghe 清河哀王), †136 v.Chr., dertiende zoon - Liu Shun 劉舜 (Prins Xian van Changshan 常山憲王), †114 v.Chr., veertiende zoon |
| 54.  |                | Li Guang Su Jian zhuan (李廣蘇建傳)                                        | biografieën van Li Guang en Su Jian                                           | Bedoeld zijn: - Li Guang (李廣 (†119 v.Chr.) was een succesvol generaal onder keizer Wu, maar pleegde na een nederlaag tegen de Xiongnu zelfmoord. - Su Jian (蘇建), was een generaal, leidde in 127 en 124 v.Chr. veldtochten tegen de Xiongnu. Nadat hij door hen was verslagen verloor hij zijn positie (na eerst tot de doodstraf te zijn veroordeeld). |
| 55.  |                | Wei Qing Huo Qubing zhuan (衛青霍去病傳)                                   | biografieën van Wei Qing en Huo Qubing.                                       | Bedoeld zijn: - Wei Qing (衛青, †105 v.Chr.), was de eerste legerleider die de Xiongnu op eigen terrein bestreed. Hij heeft in totaal zeven veldtochten tegen hen geleid. - Huo Qubing (霍去病, †117 v.Chr.), was een legerleider die de Xiongnu bestreed. Na een expeditie in 119 v.Chr., waarbij hij met zijn leger het Baikalmeer bereikte, werd hij benoemd tot minister van oorlog (大司馬, da sima). |
| 56.  |                | Dong Zhongshu zhuan (董仲舒傳)                                             | biografie van Dong Zhongshu                                                   | Bedoeld is: - Dong Zhongshu (董仲舒, 179-104 v.Chr.), filosoof en literaat, samensteller van Chunqiu fanlu (春秋繁露, "Overvloedige dauw van de Annalen van lente en herfst"), waarin correlaties tussen kosmos en staat werden uitgewerkt. |
| 57.  | 57A. 57B.      | Sima Xiangru zhuan (司馬相如)                                              | biografie van Sima Xiangru                                                    | Bedoeld is: - Sima Xiangru (司馬相如, 179-117 v.Chr.), belangrijk dichter |
| 58.  |                | Gongsun Hong Bu Shi Er Kuan zhuan (公孫弘卜式兒寬傳)                       | biografieën van Gongsun Hong, Bu Shi en Er Kuan                               | Bedoeld zijn: - Gongsun Hong (公孫弘, 200-121 v.Chr.), was een boshi (博士, "Erudiet") onder keizer Wu - Bu Shi (卜式), was een functionaris onder keizer Wu. - Ni Kuan (兒寬, †103 v.Chr., ook te lezen als Er Kuan 倪寬), was deskundig in astronomie en maakte, samen met Sima Qian berekeningen voor een nieuwe kalender (de Taichu Kalender, 太初曆). |
| 59.  |                | Zhang Tang zhuan (張湯傳)                                                  | biografie van Zhang Tang                                                      | Bedoeld is: - Zhang Tang (張湯, †115 v.Chr.), was met Zhao Yu (趙禹), eveneens een functionaris onder keizer Wu, samensteller van wrede strafwetten. |
| 60.  |                | Du Zhou zhuan (杜周傳)                                                     | biografie van Du Zhou                                                         | Bedoeld is: - Du Zhou (杜周, †94 v.Chr.), was een hoofdcensor (御史中丞, yushi zhongcheng) en stond bekend als een wrede functionaris. |
| 61.  |                | Zhang Jian Li Guangli zhuan (張騫李廣利傳)                                 | biografieën van Zhang Jian en Li Guangli                                      | Bedoeld zijn: - Zhang Qian (張騫, †114 v.Chr.), gezant, bereisde de westelijke gebieden en schreef daar uitvoerige rapportages over. - Li Guangli 李廣利, †88 v.Chr., militair leider, wist de hoofdstad van Dayuan (大宛) in het Ferghana Bekken te veroveren, maar sneuvelde later tijdens een veldtocht tegen de Xiongnu. |
| 62.  |                | Sima Qian zhuan (司馬遷傳)                                                 | biografie van Sima Qian                                                       | Bedoeld is: - Sima Qian, de samensteller van Shiji. - Bevat ook biografie van zijn vader Sima Tan. |
| 63.  |                | wu wuzhi zhuan (武五子傳)                                                  | biografieën van vijf zonen van Wu                                             | Bedoeld zijn zonen van keizer Wu: - Liu Ju 劉據 (Kroonprins Li 戾太子), 128-91 v.Chr, oudste zoon - Liu Hong 劉閎 (Prins Huai van Qi, 齊懷王), †110 v.Chr., tweede zoon - Liu Dan 劉旦 (Prins Ci van Yan, 燕剌王), †80 v.Chr. - Liu Xu 劉胥 (Prins Li van Guangling, 廣陵厲王), †54 v.Chr., vierde zoon - Liu Bo 劉髆 (Prins Ai van Changyi, 昌邑哀王), 100-88 v.Chr., vijfde zoon |
| 64.  | 64A. 64B.      | Yan Zhu Wuqiu Zhufu Xu Yan Zhong Wang Jia zhuan (嚴朱吾丘主父徐嚴終王賈傳) | biografieën van Yan, Zhu, Wuqiu, Zhufu, Xu, Yan, Zhong, Wang en Jia           | Bedoeld zijn: - Yan Zhu (嚴助, †122 v.Chr.), eigenlijke naam Zhuang Zhu 莊助, ambtenaar literaat die het genre fu (賦, rijmproza) beoefende. - Zhu Maichen (朱買臣, †115 v.Chr.), functionaris onder keizer Wu. - Wuqiu Shouwang (吾丘壽王), ambtenaar-literaat, van zijn fu (賦, rijmproza) en gedichten is slechts een klein gedeelte bewaard gebleven - Zhufu Yan (主父偃, †126 v.Chr.) behoorde tot de belangrijkste adviseurs van keizer Wu, maar werd uiteindelijk terechtgesteld, omdat hij verantwoordelijk zou zijn voor de zelfmoord van de prins van Qi (齊). - Xu Le (徐樂), functionaris onder keizer Wu. - Yan An (嚴安, eigenlijk Zhuang An, 莊安), functionaris onder keizer Wu. - Zhong Jun (終軍), schrijver-literaat, sneuvelde op jonge leeftijd tijdens een veldtocht tegen de zuidelijke Yue. Van zijn literair werk is nauwelijks iets bewaard gebleven. - Wang Bao (王褒) was een dichter die een lofdicht schreef op keizer Yuan, die hem daarvoor beloonde met de titel jian dafu (諫大夫). - Jia Juanzhi (賈捐之), functionaris onder keizer Yuan, die hem uiteindelijk liet executeren vanwege zijn veelvuldige kritiek op hoge hoffunctionarissen. |
| 65.  |                | Dongfang Shuo zhuan (東方朔傳)                                             | biografie van Dongfang Shuo                                                   | Bedoeld is: - Dongfang Shuo (東方朔, 154-93 v.Chr.), een taoïstische schrijver en magiër |
| 66.  |                | Gongsun Liu Tian Wang Yang Cai Chen Zheng zhuan (公孫劉田王楊蔡陳鄭傳)     | biografieën van Gongsun, Liu, Tian, Wang, Yang, Cai, Chen en Zheng            | Bedoeld zijn: - Gongsun He (公孫賀, †91 v.Chr.), werd in 106 v.Chr. benoemd tot hoofdadviseur (chengxiang, 丞相), nadat zijn zoon Gongsun Jingsheng (公孫敬聲) was beschuldigd van het gebruik van toverspreuken tegen keizer Wu werd Gongsun He samen met zijn zoon terechtgesteld. - Liu Quli (劉屈氂, †90 v.Chr.), werd in 91 v.Chr. benoemd tot hoofdadviseur (chengxiang, 丞相) als opvolger van Gongsun He. In 90 v.Chr. werd zijn vrouw beschuldigd van het gebruik van toverspreuken en werd hij met zijn vrouw terechtgesteld. - Tian Qianqiu (田千秋, †77 v.Chr., ook wel Che Qianqiu, 車千秋), werd in 89 v.Chr. benoemd tot hoofdadviseur (chengxiang, 丞相). - Wang Xin (王訢, †76 v.Chr.), werd in 80 v.Chr. benoemd tot hoofdcensor (yushi dafu, 御史大夫) en in 77 v.Chr. tot hoofdadviseur (chengxiang, 丞相). - Yang Chang (楊敞, †74 v.Chr.), was hoofdcensor (yushi dafu, 御史大夫), en werd in 75 v.Chr. benoemd tot hoofdadviseur (chengxiang, 丞相). - Cai Yi (蔡義, †71 v.Chr., ook wel Cai Yi (蔡誼), was hoofdcensor (yushi dafu, 御史大夫), en werd in 74 v.Chr. benoemd tot hoofdadviseur (chengxiang, 丞相), als opvolger van Yang Chang. - Chen Wannian (陳萬年, †44 v.Chr.), werd benoemd tot hoofdadviseur (chengxiang, 丞相), als opvolger van Bing Ji (丙吉, zie juan 74) en in 51 v.Chr. tot hoofdcensor (yushi dafu, 御史大夫). - Zheng Hong (鄭弘), werd in 42 v.Chr. benoemd tot hoofdcensor (yushi dafu, 御史大夫), maar raakte die post in 37 v.Chr. weer kwijt.                  |
| 67.  |                | Yang Hu Zhu Mei Yun zhuan (楊胡朱梅云傳)                                   | biografieën van Yang, Hu, Zhu, Mei en Yun                                     | Bedoeld zijn: - Yang Wangsun (楊王孫), †?, Taoïst - Hu Jian (胡建), †86 v.Chr., onkreukbare militaire leider - Zhu Yun (朱雲), †?, geleerde en politicus - Mei Fu (梅福), †?, Taoïst - Yun Chang (云敞), †?, functionaris |
| 68.  |                | Huo Guang Jin Midi zhuan (霍光金日磾傳)                                    | biografieën van Huo Guang en Jin Midi                                         | Bedoeld zijn: - Huo Guang 霍光, †68 v.Chr., politicus, domineerde het hof 87-68 - Jin Midi 金日磾, 134-86 v.Chr., politicus, afkomstig uit de Xiongnu |
| 69.  |                | Zhao Chongguo Xin Qingji zhuan (趙充國辛慶忌傳)                            | biografieën van Zhao Chongguo en Xin Qingji                                   | Bedoeld zijn: - Zhao Chongguo 趙充國, 137-52 v.Chr., militaire bevelhebber - Xin Qingji 辛慶忌, †12 v.Chr., militaire bevelhebber |
| 70.  |                | Fu Chang Zheng Gan Chen Duan zhuan (傅常鄭甘陳段傳)                        | biografieën van Fu, Chang, Zheng, Gan, Chen en Duan                           | Bedoeld zijn: - Fu Jiezi (傅介子), †65 v.Chr., minister en diplomaat, verantwoordelijk voor de moord op An Gui (安歸), de koning van Loulan (樓蘭) in de Westelijke Gebieden - Chang Hui (常惠), †46 v.Chr., minister, militair en diplomaat in de Westelijke Gebieden - Zheng Ji (鄭吉), †49 v.Chr., generaal - Gan Yannian (甘延壽) †24 v.Chr., gezant naar de Westelijke Gebieden - Chen Tang (陳湯), †6 v.Chr., generaal, nam deel aan de veldslag tegen Zhizhi, leider van de Xiongnu in 36 v.Chr. - Duan Huizong (段會宗), 84-10 v.Chr., generaal in de Westelijke Gebieden |
| 71.  |                | Jun Shu Yu Xue Ping Peng zhuan [(雋疏于薛平彭傳)                           | biografieën van Jun, Shu, Yu, Xue, Ping en Peng                               | Bedoeld zijn: - Jun Buyi (雋不疑), †?, werd Yingzhaoyin (京兆尹), gouverneur van het gebied rond Xi'an - Shu Guang (疏廣), †?, politicus en confucianistische geleerde - Shu Shou (疏受), †?, politicus - Yu Dingguo (于定國), †40 v.Chr., premier - Xue Guangde (薛廣德), †?, hoofdcensor - Ping Dang (平當), †4 v.Chr., hoofdcensor - Peng Xuan (彭宣), †4 n.Chr., functionaris, trad terug onder Wang Mang |
| 72.  |                | Wang Gong liang Gong Bao zhuan (王貢兩龔鮑傳)                              | biografieën van Wang, Gong, de beide Gong en Bao                              | Bedoeld zijn: - Wang Ji (王吉), †48 v.Chr., minister - Gong Yu (貢禹), 124-44 v.Chr., minister - Gong Sheng (龔勝), 68 v.Chr.-11 n.Chr., functionaris - Gong She (龔舍), 60 v.Chr.-7 n.Chr., functionaris - Bao Xuan (鮑宣), †3 n.Chr., censor |
| 73.  |                | Wei Xian zhuan (韋賢傳)                                                    | biografie van Wei Xian                                                        | Bedoeld is: - Wei Xian 韋賢, 147-62 v.Chr., staatsman |
| 74.  |                | Wei Xiang Bing Ji zhuan (魏相丙吉傳)                                       | biografieën van Wei Xiang en Bing Ji                                          | Bedoeld zijn: - Wei Xiang 魏相, †59 v.Chr., politicus - Bing Ji (丙吉, ook geschreven als 邴吉), †55 v.Chr., politicus |
| 75.  |                | Sui liangxiahou Jing Yi Li zhuan (眭兩夏侯京翼李傳)                        | biografieën van Sui, de beide markiezen van Xia, Jing, Yi en Li               | Bedoeld zijn: - Sui Hong (眭弘), †78 v.Chr., confucianistische raadgever - Xiahou Shichang (夏侯始昌), †?, confucianistische geleerde - Xiahou Sheng 夏侯勝, †?, ambtenaar en confucianistische geleerde - Jing Fang (京房), †?, functionaris, deskundige voor het Boek der Veranderingen - Yi Feng (翼奉), †?, confucianistische geleerde - Li Xun (李尋), †?, geleerde |
| 76.  |                | Zhao Yin Han Zhang liang Wang zhuan (趙尹韓張兩王傳)                       | biografieën van Zhao, Yin, Han, Zhang en de beide Wang                        | Bedoeld zijn: - Zhao Guanghan (趙廣漢), †65 v.Chr., functionaris - Yin Wenggui (尹翁歸), †62 v.Chr., functionaris - Han Yanshou (韓延壽), †57 v.Chr., functionaris, terechtgesteld - Zhang Chang (張敞), †48 v.Chr., gouverneur - Wang Zun (王尊), †?, functionaris - Wang Zhang 王章, †24 v.Chr., ambtenaar |
| 77.  |                | Gai Zhuge Liu Zheng Sun Wujiang He zhuan (蓋諸葛劉鄭孫毋將何傳)            | biografieën van Gai, Zhuge, Liu, Zheng, Sun, Wujiang en He                    | Bedoeld zijn: - Gai Kuanrao (蓋寬饒), †61 v.Chr., politicus - Zhuge Feng (諸葛豐), †?, ambtenaar - Liu Fu (劉輔), †?, functionaris - Zheng Chong (鄭崇), †?, functionaris - Sun Bao (孫寶), †?, districtsfunctionaris - Wujiang Long (毋將隆), †?, functionaris - He Bing (何並), †?, ambtenaar |
| 78.  |                | Xiao Wangzhi zhuan (蕭望之傳)                                              | biografie van Xiao Wangzhi                                                    | Bedoeld is: - Xiao Wangzhi (蕭望之), †46 v.Chr., minister onder de keizers Xuan en Yuan |
| 79.  |                | Feng Fengshi zhuan (馮奉世傳)                                              | biografie van Feng Fengshi                                                    | Bedoeld is: - Feng Fengshi (馮奉世), †39 v.Chr., generaal onder de keizers Xuan en Yuan |
| 80.  |                | Xuan Yuan liuwang zhuan (宣元六王傳)                                       | biografieën van de zes zonen van Xuan en Yuan                                 | Bedoeld zijn de zonen van: - keizer Xuan - Liu Qin 劉欽 (Prins Xian van Huainan 淮陽憲王), †28 v.Chr., tweede zoon - Liu Xiao 劉囂 (Prins Xiao van Chu 楚孝王), †25 v.Chr., derde zoon - Hieronder staat ook zijn achterkleinzoon Liu Ying (Ruzi) vermeld , van 6-9 na Chr. nominaal heerser onder regentschap van "waarnemend keizer"Wang Mang. - Liu Yu 劉宇 (Prins Si van Dongping 東平思王), †20 v.Chr., vierde zoon - Liu Jing 劉竟 (Prins Ai van Zhongshan 中山哀王), †35 v.Chr., vijfde zoon - keizer Yuan - Liu Kang 劉康 (Prins Gong van Dingtao 定陶共王), †23 v.Chr., tweede zoon - Liu Xing 劉興 (Prins Xiao van Zhongshan 中山孝王), †8 v.Chr., derde zoon |
| 81.  |                | Kuang Zhang Kong Ma zhuan (匡張孔馬傳)                                     | biografieën van Kuang, Zhang, Kong en Ma                                      | Bedoeld zijn: - Kuang Heng (匡衡) was een hoge functionaris onder de keizers Yuan en Cheng - Zhang Yu (張禹, †5 v.Chr.) was een hoge functionaris onder de keizers Zhao, Yuan en Cheng - Kong Guang (孔光) was een hoge functionaris onder de keizers Cheng en Ping - Ma Gong (馬宮) werd in 5 v.Chr minister van oorlog (大司馬, dasima) |
| 82.  |                | Wang Shang Shi Dan Fu Xi zhuan (王商史丹傅喜傳)                            | biografieën van Wang Shang, Shi Dan en Fu Xi                                  | Bedoeld zijn: - Wang Shang (王商), werd in 29 v.Chr. minister van oorlog (大司馬, dasima), maar werd in 25 v.Chr. door toedoen van Wang Feng uit de clan van de latere keizer Wang Mang (maar geen familie van Wang Shang) ontslagen. - Shi Dan (史丹), was een hoge functionaris onder de keizers Yuan en Cheng. - Fu Xi (傅喜) werd in 6 v.Chr. minister van oorlog (大司馬, dasima). |
| 83.  |                | Xue Xuan Zhu Bo zhuan (薛宣朱博傳)                                         | biografieën van Xue Xuan en Zhu Bo                                            | Bedoeld zijn: - Xue Xuan (薛宣) werd in 20 v.Chr. benoemd tot hoofdadviseur (丞相, chengxiang), maar werd onder keizer Ping tot aftreden gedwongen. - Zhu Bo (朱博) werd onder keizer Ai benoemd tot magistraat van het hoofdstedelijk district (京兆尹, jingzhao yin) en daarna tot minister van openbare werken (大司空, dasikong) |
| 84.  |                | Zhai Fangjin zhuan (翟方進傳)                                              | biografie van Zhai Fangjin                                                    | Bedoeld is: - Zhai Fangjin (翟方進, †7 v.Chr.) behoorde tot de hoogste adviseurs van keizer Cheng, maar raakte in hofintriges verzeild en werd uiteindelijk tot zelfmoord gedwongen. |
| 85.  |                | Gu Yong Du Ye zhuan (谷永杜鄴傳)                                           | biografieën van Gu Yong en Du Ye                                              | Bedoeld zijn: - Gu Yong ( 谷永, †8 v.Chr., ook Gu Bing 谷並), was een hoge functionaris en literaat onder keizer Cheng en stond onder bescherming van Wang Feng. - Du Ye (杜鄴), was een functionaris en bereikte onder keizer Ai) de functie van censor (侍御史, shi yushi) |
| 86.  |                | He Wu Wang Jia Shi Dan zhuan (何武王嘉師丹傳)                              | biografieën van He Wu, Wang Jia en Shi Dan                                    | Bedoeld zijn: - He Wu (何武, †3 v.Chr.), was een hoge functionaris, maar werd bij het begin van de regering van keizer Ai door Wang Mang ontslagen. - Wang Jia (王嘉), hoge functionaris onder keizer Ai. Hij stond bekend als eerlijk en bestreed corruptie. Toen hij zich verzette tegen de toegenomen invloed van Dong Xian werd hij gevangen gezet en overleed omdat hij daarna nog weigerde te eten. Ontving in 4 na Chr. postuum de titel Markies Zhong (忠侯) - Shi Dan (師丹, †3 n.Chr.), was onder keizer Ai minister van oorlog (da sima, 大司馬) en daarna minister van openbare werken (dasikong, 大司空). Toen hij de omvang van land in privébezit wilde beperken werd hij ten val gebracht door de schoonfamilie van keizer Ai. In 2 na Chr. ontving hij opnieuw een adellijke titel, maar overleed korte tijd later. |
| 87.  | 87A. 87B.      | Yang Xiong zhuan (揚雄傳)                                                  | biografie van Yang Xiong                                                      | Bedoeld is: - Yang Xiong ( 揚雄, 53 v.Chr.-18 na Chr., ook geschreven als 楊雄), belangrijke literaat en confucianistische filosoof. Hij was de samensteller van Taixuanjing ('Het grote mysterie', 太玄經) naar het voorbeeld van het Boek der Veranderingen en Fayan ('Voorbeeldige woorden', 法言) naar het voorbeeld van de Gesprekken van Confucius. |
| 88.  |                | Rulin zhuan (儒林傳)                                                       | biografieën (uit het woud) van confucianistische geleerden                    | Genoemd worden: - Ding Kuan 丁寬, †? - Shi Chou 施讎, †? - Meng Xi 孟喜, †? - Liang Qiuhe 梁丘賀, †?, minister - Jing Fang 京房, ?, prefect - Fei Zhi 費直, †? - Gao Xiang 高相, †7 n.Chr., gespecialiseerd in het Boek der Veranderingen, geëxecuteerd op bevel van Wang Mang - Fu Sheng 伏生 (ook: 伏勝), ca.268?-ca.178? v.Chr.) - Ouyang Sheng 歐陽生, †? - Lin Zun 林尊, †?, gespecialiseerd in het Boek der Documenten - Xiahou Sheng 夏侯勝, †?, ambtenaar - Zhou Kan 周堪, †? - Zhang Shanfu 張山拊, †? - Kong Anguo 孔安國, 156-74 v.Chr., samensteller van Shangshu Kongshi Zhuan (尚書孔氏傳), een (verloren geraakt) commentaar op de oude-tekst-versie van het Boek der Documenten - Shen Pei 申公 (ook Shen Gong 申培), 219-135 v.Chr., schrijver en confucianistische geleerde - Wang Shi 王式, †? - Yuan Gu 轅固, †? - Hou Cang 后蒼, †? - Han Ying 韓嬰, ca.200-130 v.Chr. - Zhao Zi 趙子, †?, gespecialiseerd in het Boek der Liederen - Mao Heng 毛亨, †?, grondlegger van de Maoshi-versie van het Boek der Liederen - Meng Qing 孟卿, †?, gespecialiseerd in de Optekeningen over de riten - Humu Sheng 胡母生, †?, gespecialiseerd in het Commentaar van Gongyang op de Lente- en herfstannalen - Yan Pengzu 嚴彭祖, †?, gespecialiseerd in het Commentaar van Gongyang op de Lente- en herfstannalen - Yan Anle 顏安樂, †?, de jinwen (Nieuwe Tekst versie) van de Lente- en herfstannalen - Xiaqiu Jiang Shi 瑕丘江公, ook bekend als Jiang Gong 江公 of Jiang Shen 江生, †? - Fang Feng 房鳳, †? |
| 89.  |                | Xunli zhuan (循吏傳)                                                       | biografieën van oprechte beambten                                             | Genoemd worden: - Wen Weng 文翁, 156-101 v.Chr., historicus - Wu Cheng 五成, ook bekend als Wang Cheng 王成, †67 v.Chr - Huang Ba 黃霸, 130-51 v.Chr. - Zhu Yi 朱邑, †58 v.Chr. - Gong Sui 龔遂, †? - Zhao Xinchen 召信臣, †? |
| 90.  |                | Kuli zhuan (酷吏傳)                                                        | biografieën van meedogenloze beambten                                         | Genoemd worden: - Zhi Du 郅都, 145 v.Chr., politicus en militair strateeg - Ning Cheng 甯成, †?, minister - Zhou Yangyou 周陽由, †?, minister - Zhao Yu 趙禹, †? - Yi Zong 義縱, †117 v.Chr. - Wang Wenshu 王溫舒, †104 v.Chr., minister - Yin Qi 尹齊, †? - Yang Pu 楊僕, †?, generaal - Xian Xuan 咸宣, †102 v.Chr., minister - Tian Guangming 田廣明, †? - Tian Yannian 田延年, †72 v.Chr. - Yan Yannian 嚴延年, †58 v.Chr. - Yin Shang 尹賞, †? |
| 91.  |                | Huozhi zhuan (貨殖傳)                                                      | biografieën van personen die zeer rijk zijn geworden                          | Genoemd worden: - Fan Li 范蠡, 536-448 v.Chr., zakenman, politicus en militair strateeg in Yue, postuum aanbeden als een Caishen (god van de welvaart) - Zigan 子贛 (Duanmu Ci 端木賜, ook wel Zigong 子貢), leerling van Confucius - Bai Gui 白圭, ca.370 v.Chr.-300 v.Chr., wordt door handelaren beschouwd als hun voorouder, had ideeën over ideeën financieel beheer zoals 'nemen wat anderen weggooien' zodat "Bai Gui" tegenwoordig nog steeds synoniem staat voor rijkdom - Yi Dun 猗頓, afkomstig uit Lu, yidun is synoniem voor grote rijkdom, - Wu Shiluo 烏氏蠃, rijk geworden door het fokken van vee en paarden - Weduwe Qing uit Ba (巴寡婦清, ba guafu qing), weduwe-handelaar - Familie Zhuo uit Shu (蜀卓氏, shu zhuo shi), verwierven rijkdom met ijzersmelten - Cheng Zheng 程鄭, †?, rijke zakenman - Familie Kong uit Wan (宛孔氏, wan kong shi), hield zich bezig met ijzersmelten - Familie Bing (丙氏, bing shi) - Dao Xian 刀閒 - Shi Shi 師史, handelaar - Familie Ren uit Xuanqu (宣曲任氏 xuanqu ren shi), rijke zakenman |
| 92.  |                | Youxia zhuan (游俠傳)                                                      | biografieën van dolende dapperen                                              | 游俠 (youxia) waren ridderlijk van geest en bereid om de zwakken en behoeftigen te helpen, maar maakten geen deel uit van de bureaucratie. Genoemd zijn: - Zhu Jia 朱家, †? - Tian Zhong 田仲, †? - Ju Meng 劇孟, †? - Guo Jie 郭解, †? - Yu Zhang 萭章, †? - Lou Hu 樓護, †? - Chen Zun 陳遵, †20 n.Chr. - Yuan She 原涉, †24 n.Chr. |
| 93.  |                | Ningxing zhuan (佞幸傳)                                                    | biografieën van listige gunstelingen                                          | Genoemd zijn: - Deng Tong 鄧通, - Zhao Tan 趙談, - Han Yan 韓嫣, - Li Yannian 李延年, - Shi Xian 石顯, - Chunyu Zhang 淳于長, - Dong Xian 董賢 |
| 94.  | 94A. 94B.      | Xiongnu zhuan (匈奴傳)                                                     | overleveringen over de Xiongnu                                                | Xiongnu. |
| 95.  |                | Xinanyi liangyue Chaoxian zhuan (西南夷兩粵朝鮮傳)                         | overleveringen over de Yi uit het zuidwesten, over de beide Yue en over Korea | Met de beide Yue worden bedoeld de Zuidelijke Yue en de Min Yue. |
| 96.  | 96A. 96B.      | Xiyu zhuan (西域傳)                                                        | overleveringen uit de westelijke gebieden                                     | Bedoeld zijn de Zesendertig Rijken van de Westelijke Gebieden |
| 97.  | 97A. 97B.      | Waiqi zhuan (外戚傳)                                                       | biografieën van de keizerinnen en hun familieleden                            | Genoemd worden: - Lü, keizerin van Gaozu (高祖呂皇后), - Zhang, keizerin van Xiaohui (孝惠張皇后), - Bo, concubine van Gaozu (高祖薄姬), - Dou, keizerin van Xiaowen (孝文竇皇后), - Bo, keizerin van Xiaojing (孝景薄皇后), - Wang, keizerin van Xiaojing (孝景王皇后), - Chen, keizerin van Xiaowu (孝武陳皇后), - Wei, keizerin van Xiaowu (孝武衛皇后), - Li, vrouw van Xiaowu (孝武李夫人), - Zhao, concubine van Xiaowu genaamd Gouyi (孝武鉤弋趙婕妤), - Shangguan, keizerin van Xiaozhao (孝昭上官皇后), - Shi, concubine van prins Wei (衛太子史良娣), grootmoeder van keizer Xuan, - Wang, vrouw van de keizerlijke kleinzoon Shi (史皇孫王夫人), - Xu, keizerin van Xiaoxuan (孝宣許皇后), - Huo, keizerin van Xiaoxuan (孝宣霍皇后), - Wang, keizerin van Xiaoxuan (孝宣王皇后), - Xu, keizerin van Xiaocheng (孝成許皇后), - Ban, concubine van Xiaocheng (孝成班婕妤), - Zhao, keizerin van Xiaocheng (孝成趙皇后), - Fu, concubine van Xiaoyuan (孝元傅昭儀), - Ding, concubine van de prins van Dingtao (定陶丁姬), moeder van keizer Ai, - Fu, keizerin van Xiao'ai (孝哀傅皇后), - Feng, concubine van Xiaoyuan (孝元馮昭儀), - Wei, concubine van de prins van Zhongshan (中山衛姬), moeder van keizer Ping, - Wang, dochter van Wang Mang en keizerin van keizer Ping. |
| 98.  |                | Yuanhou zhuan (元后傳)                                                     | biografie van de keizerin van Yuan                                            | Bedoeld is Wang Zhengjun. |
| 99.  | 99A. 99B. 99C. | Wang Mang zhuan (王莽傳)                                                   | biografie van Wang Mang                                                       | Wang Mang. |
| 100. | 100A. 100B.    | Xuzhuan (敘傳)                                                             | Nawoord en biografie                                                          | Nawoord (xu) door Ban Gu. Bevat tevens zijn autobiografie. |

## Door Ban Gu gebruikte bronnen
De hoofdstukken over de oudste geschiedenis van de Han-dynastie zijn afkomstig van Shiji. Het is echter ook mogelijk dat sommige later verdwenen hoofdstukken uit Shiji zijn aangevuld met die van de Hanshu. Ban Gu baseert zich verder vooral op officiële documenten, zowel keizerlijke edicten als memoranda gericht aan de keizer. De tabellen over de Han-prinsen ("koningen") en de aristocratie (juan 13-18) zijn overgenomen van officiële genealogische lijsten. Ook juan 19, een gedetailleerd overzicht van de organisatie van het bestuur, moet overgenomen zijn uit officiële stukken.
Ban Gu maakte ook gebruik van andere auteurs. Zo zijn juan 21 (muziektheorie en de kalender) en juan 30 (de catalogus van de keizerlijke bibliotheek) gebaseerd op werken van Liu Xin. Het hoofdstuk over astronomie (juan 26) is geschreven door Ma Xu. De gegevens voor juan 96 over de westelijke regio's, zijn gebaseerd op officiële rapporten van Chinese functionarissen die waren gestationeerd in het Tarimbekken. Tevens werd gebruikgemaakt van het reisverslag van Zhang Qian (張騫, 195-114 v.Chr.).

## Chinese tekst
- 班固, 《漢書》 (100卷), 北京 (中華書局), 1975 (Ban Gu, Hanshu (100 juan), Beijing (Zhonghua shu ju), 1975), 8 delen, 4273 pp.

Herdrukt 1999, ISBN 9787101021288. De Zhonghua uitgave van de Vierentwintig Geschiedenissen is de meest gebruikte uitgave. De teksten zijn voorzien van leestekens, ingedeeld in paragrafen en geschreven in traditionele karakters. Ook digitaal te raadplegen via het project Scripta Sinica (zie externe links).
- Wang Xianqian (王先謙, 1842-1918) heeft in 1900 met zijn Hanshu buzhu bai juan (《漢書補注百卷》) een overzicht samengesteld van alle op dat moment bekende commentaren op het Boek van de Han.

## Vertalingen
Er is geen volledige vertaling van de Hanshu in westerse talen. Wel is er een groot aantal vertalingen van losse hoofdstukken. De belangrijkste zijn:
- Dubs, Homer H., History of the Former Han Dynasty, Baltimore (Waverly Press), 1938-1955.

deel 1 (1938), vertaling juan 1-5,
deel 2 (1944), vertaling juan 6-10,
deel 3 (1955), vertaling juan 11-12 en 99.
Klik hier voor een online versie van de vertaling van Dubs. Voor de (niet gepubliceerde) vertaling van juan 19A onder de titel Introduction to the Tables of the Hundred Officials in the Ch'ien Han-shu klik hier. Voor glossaria voor de andere door hem vertaalde hoofdstukken klik hier voor 1-5 en hier voor 6.
- Watson, Burton, Courtier and Commoner in Ancient China. Selections from the History of the Former Han by Pan Ku, New York (Columbia University Press) 1974, ISBN 0-231-03765-1.

vertaling van juan 54, 63, 65, 67, 68, 71, 74, 78, 92, 97.
- Hulsewé, A.F.P., Remnants of Han Law, Leiden (Brill) 1955.

vertaling van juan 22 en 23.
- Swann, Nancy Lee, Food and Money in Ancient China. The Earliest Economic History of China to A.D. 25. Han Shu 24, with related texts Han Shu 91 and Shih Chi 129, Princeton (Princeton University Press) 1950.
- Eberhard, Wolfram, Beiträge zur kosmologischen Spekulation der Chinesen der Han-Zeit, Berlijn 1933 (Bässler Archiv, 16).

vertaling van juan 26.
- De zhuan over Centraal-Azië zijn vertaald door:
  - Hulsewé, A.F.P. en Loewe, M.A.N., China in Central Asia. The early stage: 125 B.C.-A.D.23. An Annotated Translation of Chapters 61 en 96 of the History of the Former Han Dynasty, Leiden (Brill) 1979, ISBN 90-04-05884-2.
  - Groot, J.J.M. de, Chinesische Urkunden zur Geschichte Asiens.
    - deel 1. Die Hunnen der vorchristlichen Zeit, Berlijn/Leipzig (de Gruyter) 1926. Vertaling van juan 94.
    - deel 2. Die Westlande Chinas in der vorchristlichen Zeit, Berlijn/Leipzig (Walter de Gruyter) 1926. Vertaling van juan 96.
- De zhuan over Wang Mang (juan 99) is vertaald door:
  - Stange, Hans O.H., Die Monographie über Wang Mang (Tsʹien-Han-shu Kap. 99) kritisch bearbeitet, übersetzt und erklärt, Leipzig (Deutsche Morgenländische Gesellschaft) 1939, (Abhandlungen für die Kunde des Morgenlandes, 23).
  - Sargent, Clyde Bailey, Wang Mang. A Translation of the Official Account of his Rise to Power as given in the History of the Former Han Dynasty, Westport, Conn. (Hyperion Press) 1977, ISBN 0-88355-386-4 (oorspronkelijke druk Shanghai (Graphic Art Book), 1950). Dissertation submitted to Columbia University, 1947.